# Yao (lud w Afryce)

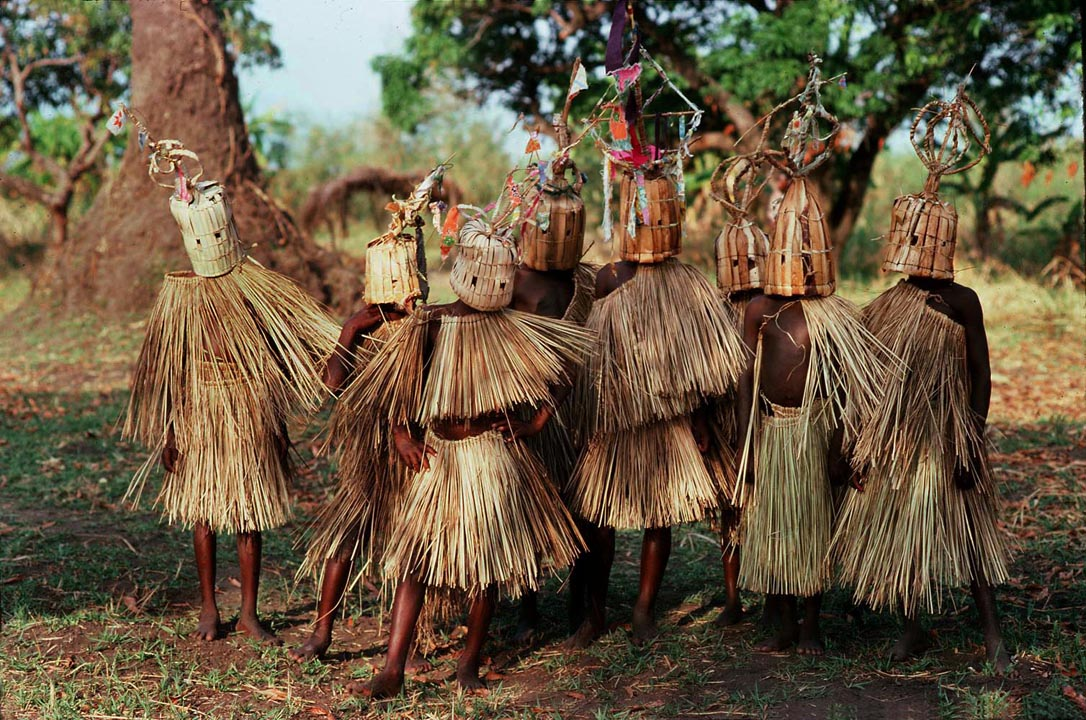
Obrzędy inicjacyjne wśród Yao

Yao, Wayao – jedna z dwóch głównych grup etnicznych mieszkających na południe od Jeziora Malawi. Ich liczebność ocenia się na około dwa miliony. Zamieszkują Malawi (około miliona), Mozambik oraz Tanzanię, lecz posiadają silne poczucie tożsamości etnicznej i kulturowej. Posługują się językiem yao (chiyao), należącym do grupy bantu. W większości wyznają islam z silnymi wpływami lokalnych tradycji. W przeszłości słynęli jako handlarze niewolnikami, posiadający silne wpływy polityczne na znacznych obszarach.